# Bryan Lucas
Bryan Lucas (* 25. September 1978 in Stockton, Kalifornien) ist ein ehemaliger US-amerikanischer Basketballspieler, der für mehrere Vereine in der deutschen Basketball-Bundesliga sowie der österreichischen Basketball-Bundesliga gespielt hat.

## Karriere
Lucas begann sein Studium im heimatlichen US-Bundesstaat an der Azusa Pacific University in der Nähe von Los Angeles und spielte für die Hochschulmannschaften im American Football und Basketball in der National Association of Intercollegiate Athletics, einem Verband für kleinere Hochschulmannschaften. 1998 setzte er sein Studium in Denton (Texas) an der University of North Texas fort und war ab 1999 für die Mean Green im Football und Basketball spielberechtigt, welche in der NCAA Division I spielen. Nach seinem Studienende stand er eine Saison auf Island in der dortigen Premier League bei Tindastoll unter Vertrag.
2002 kehrte er in sein Heimatland zurück und spielte für die mittlerweile aufgelösten Fayetteville Patriots in der NBA Development League. In seiner zweiten Saison gehörte er zu den führenden Reboundern dieser Liga und wagte 2004 wieder den „Sprung über den Großen Teich“. Nach einer Saison bei den Panthers aus Fürstenfeld wechselte er zu den Wörthersee Piraten aus Klagenfurt am Wörthersee. Lucas gehörte in der ÖBL wiederum zu den besten Reboundern und holte bei den Piraten 12,3 Rebounds pro Spiel. Mike Taylor, zeitweiliger Assistenztrainer in der Sommerliga United States Basketball League, in der auch Lucas in den Sommermonaten regelmäßig tätig war, holte ihn dann 2006 nach Deutschland zum damaligen Bundesliga-Aufsteiger Ratiopharm Ulm. Nach zwei Spielzeiten in Ulm war Lucas auf der Suche nach einem neuen Vertrag und landete zunächst für zwei Spiele bei KK Partizan Igokea aus der Republika Srpska in Bosnien-Herzegowina, bis er schließlich zu den Fürstenfeld Panthers zurückkehrte. Mit dem Vorsaisonsmeister erreichte er das Halbfinale um die Meisterschaft in Österreich. Nach der Spielzeit verließ er die Panthers erneut und kehrte 2009 nach Deutschland zurück, um bei den Eisbären Bremerhaven anzuheuern, zu denen auch sein ehemaliger Ulmer Mannschaftskamerad Jeff Gibbs wechselte. Bei den Eisbären kam Lucas zumeist als Einwechselspieler zum Zuge und zog mit der Mannschaft überraschend ins Play-off-Halbfinale um die deutsche Meisterschaft ein, wo man im Entscheidungsspiel der Serie zuhause dem späteren Vizemeister Skyliners Frankfurt nach Verlängerung unterlag.